# Metastelma exasperatum
Metastelma exasperatum är en oleanderväxtart som först beskrevs av R. W. Holm, och fick sitt nu gällande namn av S. Liede. Metastelma exasperatum ingår i släktet Metastelma och familjen oleanderväxter. Inga underarter finns listade i Catalogue of Life.